# Liste der Monuments historiques in Lalizolle
Die Liste der Monuments historiques in Lalizolle führt die Monuments historiques in der französischen Gemeinde Lalizolle auf.

## Liste der Objekte
| Bezeichnung             | Beschreibung    | Standort                       | Kennzeichnung | Schutzstatus | Datum | Bild |
| ----------------------- | --------------- | ------------------------------ | ------------- | ------------ | ----- | ---- |
| Skulptur Anna selbdritt | 14. Jahrhundert | in der Kirche Ste-Marie (Lage) | PM03000213    | Classé       | 1937  |      |